# 조원국
조원국(曺原國, 1983년 3월 6일 ~ )은 서울특별시에서 태어난 대한민국의 프로듀서이다. 2002년 SBS 지역 민영방송인 GTB강원민방에서 방송을 시작하였다. 지역 정서를 반영한 다큐멘터리, 탐사보도, 현장 밀착형 프로그램, 교양 및 청소년 대상 프로그램, 사회 현안을 다룬 특집 다큐 등 다양한 장르의 프로그램을 연출했다. 이 후, KBS, MBC에서 프로그램을 연출한 후 동아TV로 이직하였다.
동아TV에서 편성제작국장으로 재직하며, 개그우먼 김지민이 출연한 '김지민의 라이킹’, 장도연, 박나래의 ‘도전 신데렐라’, 예원, 안영미, 권혁수, 미쓰에이 민이 함께한 ‘그대와 하이킹’ 등 편성 내 주요 프로그램을 직접 기획 및 제작했다.
당시 동아TV는 시청률 순위 80위권 밖으로 밀려 있을 정도로 어려운 채널 상황이었으나, ‘김지민의 라이킹’이 케이블TV 전체 시청률 7위권까지 오르며 내부적으로도 주목받는 프로그램이 되었고, 여러 매체에서 기사화되며 주목을 받았다. 또한 당시 해외 여행 예능 프로그램이 드물던 시절, ‘그대와 하이킹’은 전국 시청률 10위권에 오르기도 했다.
아리랑의 유네스코 인류무형문화유산 등재 1주년을 기념하여 청와대에서 방영된 다큐멘터리 ‘문화융성 아리랑’의 책임 연출을 맡았다. 방송콘텐츠 부문 우수작품상(보건복지부 장관상)을 수상한 다큐멘터리 '29살 동갑내기, 세쌍둥이를 낳다'에 연출로 참여했다. 
이후 헤럴드에서 콘텐츠 제작총괄로 활동하며 다양한 디지털 및 방송 콘텐츠의 기획·제작을 총괄했다. 중국으로 이직한 후, 미쓰에이 페이, 조세호, 붐, 김준호, 채연, 토니안, 미르, 오상진 등이 출연한 중국 흑룡강TV 예능 프로그램 ‘빙설성동력’의 기획 및 총연출을 맡았다. 해당 프로그램은 방영 당시 실시간 검색어 1위를 기록했으며, 이후 전국 단위 성급 방송에서 재방영되며 시청률 1위를 기록하기도 했다.
장수TV, 허난TV, 미얀마 MRTV4 등과도 다양한 합작 예능·버라이어티를 제작하였으며, 디스커버리 채널에서는 ‘지구에 무슨 129?’를 연출하였다.
이후 방송통신위원회 산하기관인 한국미디어콘텐츠협회 부회장을 역임하였으며, Studio MEME에서 CCO(Chief Content Officer)로 재직하며 북경TV와 iQIYI가 공동 론칭한 뷰티 예능 프로그램 '뷰티트럭'의 총괄 기획에 참여했다. 또한 '어메이징 드라이버' 시즌4를 기획하였으며, 베트남 공중파 방송사 VTC3에서 전 축구선수 조원희, 개그맨 박성호, MC 배혜지가 출연한 축구 예능 프로그램 '히어로즈'를 연출하였다. 
현재 스튜디오 삼층집(A Three-Story House)에서 아시아 예능 부문 CCO로 재직 중이다. 배우 송지효와 예능인 정혁이 출연한 토크 예능 ‘뷰티의 참견 헤메코쇼’의 제작총괄 및 책임 연출을 맡았으며, 이 프로그램은 아시아 여러 국가에 방영되었고, 홍콩 지상파 채널 Hoy TV에서는 동시간대 시청률 1위를 기록했다. 또한 해당 프로그램은 유튜브 채널에도 동시 론칭되어 꾸준한 인기를 얻었으며 구독자 10만 명을 돌파, 실버버튼을 받았다. 